# 진안가위박물관
진안가위박물관은 전북특별자치도 진안군에 있는 박물관이다.

## 연혁
- 2016년 10월 9일 준공.
- 2016년 12월 9일 개관.